# Виртуальное соблазнение
«Виртуальное соблазнение» (англ. Virtual Seduction) — телефильм 1995 года производства США, снятый режиссёром Пол Зиллером. Фильм был снят специально для телевидения и вышел как телефильм. Исполнительный продюсер фильма — Роджер Корман.
Фильм рассматривает тематику компьютерных игр, он посвящён проблеме виртуальной реальности. Главные роли в этом фильме исполнили Джефф Фэйи, Эми Доленц, Кэрри Гензел, Машач Тейлор и Франк Новак.

## Сюжет
Одна компьютерная компания ищет добровольцев для испытания созданной новой виртуальной реальности. Лайм Басс, у которого в реальной жизни погибла его возлюбленная Лаура, готов стать таким испытателем. Через некоторое время благодаря стараниям специалистов компании, в виртуальном мире появляется и сама Лаура.
И Лайм полностью погружается в виртуальную реальность. Там его раз за разом ожидает его любимая. У парочки даже возобновляются их жаркие сексуальные отношения. Теперь Лайм готов жить вечно в новом нереальном мире, а реальный мир его совсем перестаёт интересовать.
Дело доходит до физического истощения, Лайм готов умирать в перчатках и виртуальном шлеме, но лишь бы видеть свою любимую. Но Лаура начинает себя вести совсем не так, как хотел бы Лайм. Она делает себе боди-арт, ищет секса с новыми сексуальными партнёрами, а кроме того хочет найти своих убийц и отомстить им.

## В ролях
- Джефф Фэйи — Лайм Басс
- Эми Доленц — Лаура
- Кэрри Гензел — Пэрис
- Машач Тейлор — Андерсон
- Франк Новак — доктор Грант
- Кевин Альбер — Рейнольдс
- Рик Дин — Стоки Туг
- Эмиль Ливисетти — гид

## Съёмочная группа
- Авторы сценария: Уильям Уидмайер, Майкл Гэмбл-Рисли и Пол Зиллер
- Режиссёр: Пол Зиллер
- Оператор: Майк Эллиотт
- Монтаж: Гвинет Гибби, Роберт Дэвис и Роберт Гудман
- Композиторы: Дэвид Вурст и Эрик Вурст
- Художники: Нава и Аарон Мэйс
- Костюмы: Люэлин Харпер
- Декорации: Фане Аарон
- Продюсер: Майк Эллиотт
- Исполнительный продюсер: Роджер Корман
- Кастинг: Жан Глазер

## Другие названия
- Virtual Seduction, Addicted to Love
- Виртуальное соблазнение, Виртуальный соблазн
- Cyber Games, Virtual Matrix — Die tödliche Illusion
- Adicto virtual
- O limite da Realidade